# StadtBus Salzburg

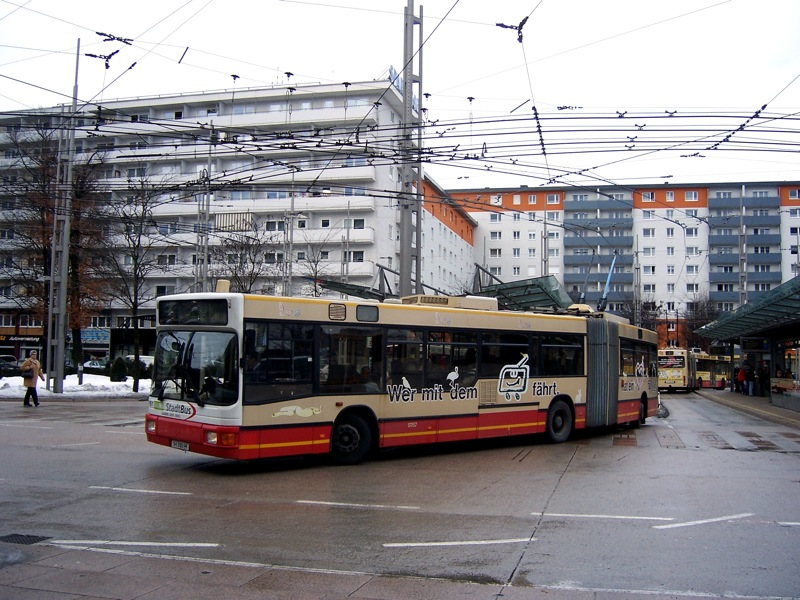
Salisburgo: filosnodato della StadtBus

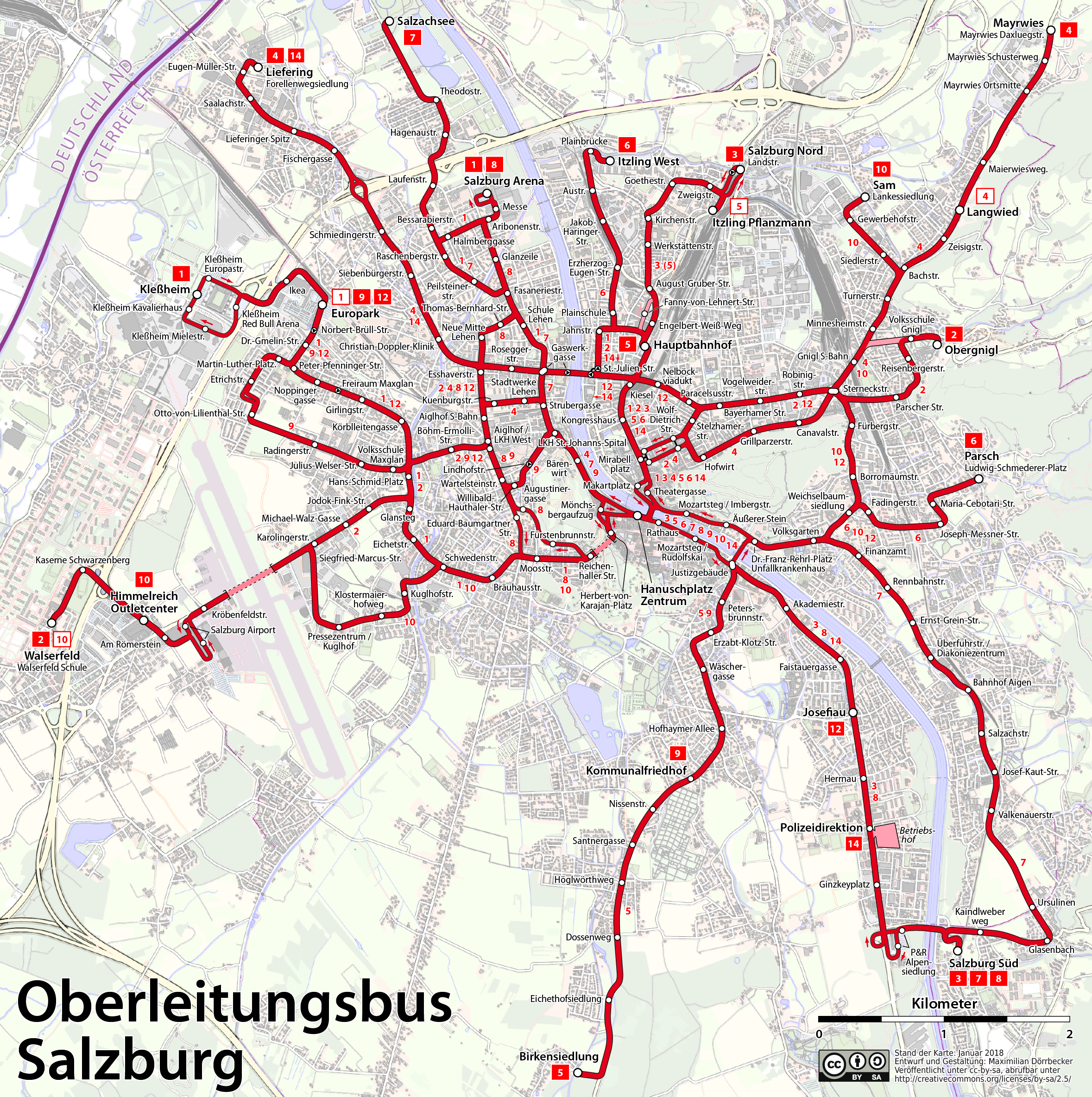

La StadtBus Salzburg, correntemente detta soltanto "Stadtbus", è l'azienda austriaca che svolge il servizio di trasporto pubblico autofiloviario nella città di Salisburgo e nel suo circondario.

## Esercizio
Nel 2006 l'azienda gestiva 8 autolinee e 10 filovie, compresa la linea museale M.

## Parco aziendale
Nel 2006 la flotta, riconoscibile dalla livrea bianco-rossa, era costituita da mezzi a pianale ribassato comprendenti autobus, autosnodati e filosnodati: questi ultimi per lo più a marchio Van Hool.

## Sede legale
La sede è a Salisburgo.